# Szkandium-bromid
A szkandium-bromid egy trihalogenid, a szkandium bromidja, higroszkópos, vízben oldható vegyület, képlete ScBr3.  

## Előállítása
Szkandium brómgázban történő hevítésével állítható elő:
2 Sc(s) + 3 Br2(g) → 2 ScBr3(s)

## Alkalmazása
Szokatlan klaszterek – például Sc19Br28Z4, (Z=Mn, Fe, Os vagy Ru) – szilárd fázisú szintézisénél használják. Ezek a klaszterek szerkezetük és mágneses tulajdonságaik miatt érdekesek.

## Fordítás
Ez a szócikk részben vagy egészben  a   Scandium bromide című angol Wikipédia-szócikk fordításán alapul.  Az eredeti cikk szerkesztőit annak laptörténete sorolja fel. Ez a jelzés csupán a megfogalmazás eredetét és a szerzői jogokat jelzi, nem szolgál a cikkben szereplő információk forrásmegjelöléseként.